# Rio Morangueira
O rio Morangueira é um rio brasileiro, situado no município de Três de Maio,   região noroeste do estado do Rio Grande do Sul. É um rio de pouca extensão, passando pela área urbana e rural do município. Sua nascente está localizada no perímetro urbano de Três de Maio, seguindo em direção ao distrito de Consolata e desaguando no Rio Santa Rosa, nas proximidades das localidades de Nossa Senhora das Dores e Nossa Senhora de Lurdes.